# Liste der Monuments historiques in Saint-Louis (Haut-Rhin)
Die Liste der Monuments historiques in Saint-Louis führt die Monuments historiques in der französischen Gemeinde Saint-Louis auf.

## Liste der Bauwerke
| Bezeichnung               | Beschreibung                                                                                        | Standort               | Kennzeichnung | Schutzstatus | Datum | Bild           |
| ------------------------- | --------------------------------------------------------------------------------------------------- | ---------------------- | ------------- | ------------ | ----- | -------------- |
| Distillerie Fernet-Branca | ehemalige Destillerie der Spirituosenfirma Fernet-Branca, Anfang des 20. Jahrhunderts; heute Museum | 2 rue du Ballon (Lage) | PA68000011    | Inscrit      | 1996  | weitere Bilder |